# Evropský hokejový pohár 1989/1990
Evropský hokejový pohár 1989/1990 byl 25. ročníkem hokejového turnaje European Cup. Vítězem turnaje se stal tým CSKA Moskva.

## 1. kolo

### Skupina A
(Rotterdam, Nizozemsko)
- 1. IJHC Panda’s Rotterdam (Nizozemsko) – 5 bodů
- 2. CD Français Volants de Paris (Francie) – 3 body
- 3. Polonia Bytom (Polsko) – 3 body
- 4. Durham Wasps (Velká Británie) – 1 bod

### Skupina B
(Bern, Švýcarsko)
- 1. SC Bern (Švýcarsko) – 6 bodů
- 2. HC 89 Varese (Itálie) – 3 body
- 3. EV Innsbruck (Rakousko) – 3 body
- 4. CG La Molina Puigcerdà (Španělsko) – 0 bodů

### Skupina C
(Zagreb, Jugoslávie)
- 1. SB Rosenheim (NSR) – 5 bodů
- 2. SG Dynamo Weißwasser (NDR) – 5 bodů
- 3. KHL Medveščak Záhřeb (Jugoslávie) – 2 body
- 4. Levski Spartak Sofija (Bulharsko) – 0 bodů

### Skupina D
(Frederikshavn, Dánsko)
- 1. IL Sparta Sarpsborg (Norsko) – 4 body
- 2. Steaua Bucureşti (Rumunsko) – 4 body
- 3. Frederikshavn IK (Dánsko) – 3 body
- 4. Ferencvárosi TC Budapest (Maďarsko) – 1 bod

## Semifinále

### Skupina A
(Bern, Švýcarsko)
- 1. CSKA Moskva (SSSR) – 6 bodů
- 2. HC TPS Turku (Finsko) – 4 body
- 3. SC Bern – 2 body
- 4. IJHC Panda’s Rotterdam – 0 bodů

### Skupina B
(Rosenheim, NSR)
- 1. Djurgårdens IF (Švédsko) – 5 bodů
- 2. SB Rosenheim – 5 bodů
- 3. TJ Tesla Pardubice (Československo) – 2 body
- 4. IL Sparta Sarpsborg – 0 bodů

#### Utkání Pardubic
- TJ Tesla Pardubice – SB Rosenheim 4:5 (1:4,3:1,0:0) 17. listopadu 1989
- Djurgårdens IF – TJ Tesla Pardubice 5:1 (1:0,2:0,2:1) 18. listopadu
- IL Sparta Sarpsborg – TJ Tesla Pardubice 4:6 (0:1,2:3,2:2) 19. listopadu

## Finále
(2. – 4. února 1990 v Západním Berlíně, NSR)
- 1. CSKA Moskva – 6 bodů
- 2. Djurgårdens IF – 4 body
- 3. HC TPS Turku – 2 body
- 4. SB Rosenheim – 0 bodů